# چالمالی
چالمالی (انگلیسی: Chalmaly) یک شهرک در شهرستان شارانسکی استان باشقیرستان کشور روسیه است.